# Scomberomorus sierra
Scomberomorus sierra е вид бодлоперка от семейство Scombridae. Видът не е застрашен от изчезване.

## Разпространение и местообитание
Разпространен е в Гватемала, Еквадор, Колумбия, Коста Рика, Мексико, Никарагуа, Панама, Перу, Салвадор, САЩ, Хондурас и Чили.
Обитава крайбрежията на морета и заливи в райони с тропически, умерен и субтропичен климат. Среща се на дълбочина от 0,5 до 154 m, при температура на водата около 25,1 °C и соленост 33,5 ‰.

## Описание
На дължина достигат до 99 cm, а теглото им е максимум 8160 g.
Популацията на вида е стабилна.